# Нетто-ставка
Нетто-ставка — це основна частина страхових тарифів, що призначається для формування ресурсів страхових органів на виплату страхового відшкодування (у майновому страхуванні) і страхових сум (в особистому страхуванні). За основу Н-с. береться середня за ряд років збитковість страхової суми.